# Leonardo Van Dijl
Leonardo Van Dijl (Kortrijk, 1991) is een Belgisch filmregisseur. 

## Carrière
Van Dijl studeerde in 2015 af aan de campus Sint-Lukas Brussel van LUCA School of Arts. Zijn masterproject, de kortfilm Umpire werd op het Internationaal Kortfilmfestival Leuven bekroond met de VAF Wildcard. Met die prijs realiseerde hij de kortfilm Stephanie die genomineerd werd op het Filmfestival van Cannes en een Ensor won op het Filmfestival van Oostende.
In 2024 realiseerde Van Dijl met Julie zwijgt zijn eerste langspeelfilm. De film ging in première op het Filmfestival van Cannes 2024 en kreeg zijn Belgische première op het Film Fest Gent 2024. De film werd ook geselecteerd als inzending voor de beste niet-Engelstalige film voor de 96ste Oscaruitreiking.
Van Dijl regisseerde ook videoclips voor Belgische bands als School is Cool, Oscar And The Wolf en Clouseau.

## Filmografie
- 2024: Julie zwijgt
- 2020: Stephanie (korte film)
- 2015: Umpire (korte film)
- 2014: Get Ripped (korte film)

## Prijzen en nominaties[4]
De belangrijkste:
| Jaar | Prijs                                  | Categorie                                         | Film         | Uitslag     |
| ---- | -------------------------------------- | ------------------------------------------------- | ------------ | ----------- |
| 2024 | Jo Röpcke-award                        | Jo Röpcke-award                                   | Julie zwijgt | Gewonnen    |
| 2024 | Filmfestival van Cannes                | SACD-prijs                                        | Julie zwijgt | Gewonnen    |
| 2021 | Ensor                                  | Beste kortfilm                                    | Stefanie     | Gewonnen    |
| 2020 | Filmfestival van Cannes                | Gouden Palm voor beste korte film                 | Stefanie     | Genomineerd |
| 2015 | Internationaal Kortfilmfestival Leuven | VAF Wildcard                                      | Umpire       | Gewonnen    |
| 2014 | Outfest LA                             | Grote juryprijs voor beste experimentele kortfilm | Get Ripped   | Gewonnen    |